# ロバート・ファーチゴット
ロバート・フランシス・ファーチゴット（Robert Francis Furchgott、1916年6月4日 - 2009年5月19日）はアメリカ合衆国の化学者。1998年にルイ・イグナロ、フェリド・ムラドと共に、ノーベル生理学・医学賞を受賞した。

## 来歴
サウスカロライナ州チャールストン出身。ノースカロライナ大学チャペルヒル校を1937年に卒業し化学の学位を取得、1940年にノースウェスタン大学にて生化学の博士号を取得した。1949年からセントルイス・ワシントン大学医学部、1956年から1988年までニューヨーク州立大学医学部の薬理学科教授を務めた。
晩年はニューヨークのブルックリン地区に住み、三人の子供がいる。
2009年5月19日にシアトルで死去（92歳）。

## 発見・解明
1978年、彼は内皮細胞中に血管を弛緩させる物質を発見し、内皮由来弛緩因子(w:endothelium-derived relaxing factor:EDRF)と名付けた。1986年までに、彼はEDRFの性質と作用機序を解明し、EDRFが心臓血管生理学における多くの様相における重要な化合物である一酸化窒素であると断定した。

## 栄誉
1998年に受賞したノーベル生理学・医学賞の他、革新的な発見により、1991年にはガードナー国際賞、1996年にはアルバート・ラスカー基礎医学研究賞を受賞している。